# Почтовое окно
Почто́вое окно́ — рабочее место почтового служащего, обслуживающего население в почтовом учреждении (продающего почтовые марки и другие знаки почтовой оплаты, принимающего и выдающего почтовые отправления и почтовые переводы, принимающего телеграммы и т. д.).
В филателии почтовое окно характеризует правильность выполнения соответствующих почтовых операций. Продажа через почтовое окно означает открытую продажу знака почтовой оплаты любому покупателю и является официальным способом приобретения знаков почтовой оплаты. Приобретение определённой разновидности почтовой марки через почтовое окно удостоверяет её законный характер.